# ثيلما ماكنزي
ثيلما ماكنزي (6 أبريل 1915 - ) (بالإنجليزية: Thelma McKenzie)‏ هي لاعبة كريكت أسترالية. شاركت مع منتخب أستراليا الوطني للكريكت.

## وصلات خارجية
- ثيلما ماكنزي على موقع إي آس بي آن كريك إنفو (الإنجليزية)